# Okonomiyaki

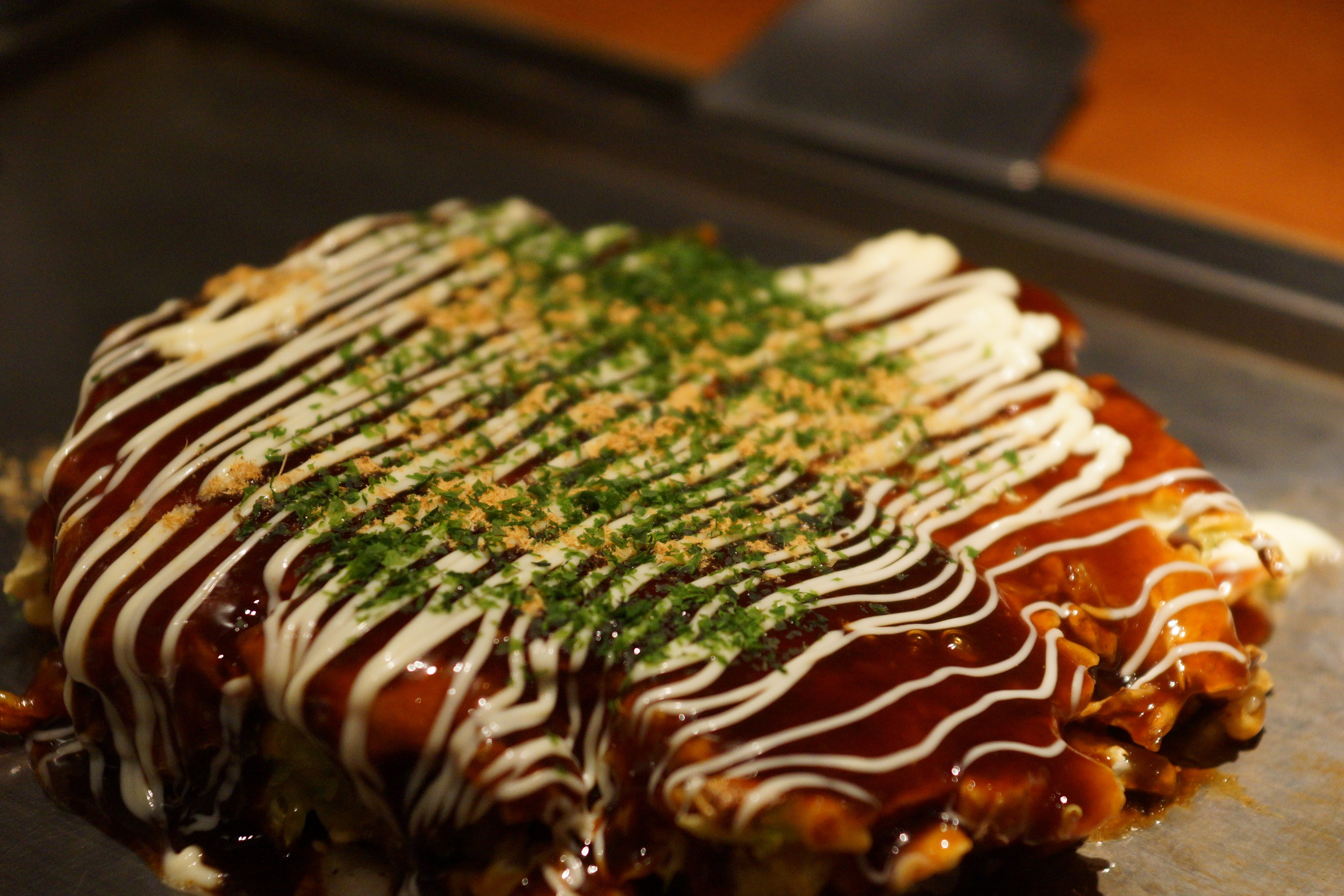
Okonomiyaki

L'okonomiyaki (お好み焼き) és un plat típic japonès que consisteix en una massa amb diversos ingredients cuinats a la planxa. La paraula okonomiyaki està formada per l'honorífic o (お), konomi (好み, gust), i yaki (焼き, preparat/cuinat a la planxa), i significa "preparat/cuinat (a la planxa) al seu gust" (en referència al client o al cuiner). Al Japó, l'okonomiyaki s'associa generalment amb la regió de Kansai, que es creu que va ser el seu lloc d'origen, i a Hiroshima. L'okonomiyaki varia segons la regió. L'okonomiyaki és freqüentment comparat amb la truita d'ous, la pizza o les empanades per la varietat d'ingredients que pot contenir, i a voltes se l'anomena "pizza japonesa".

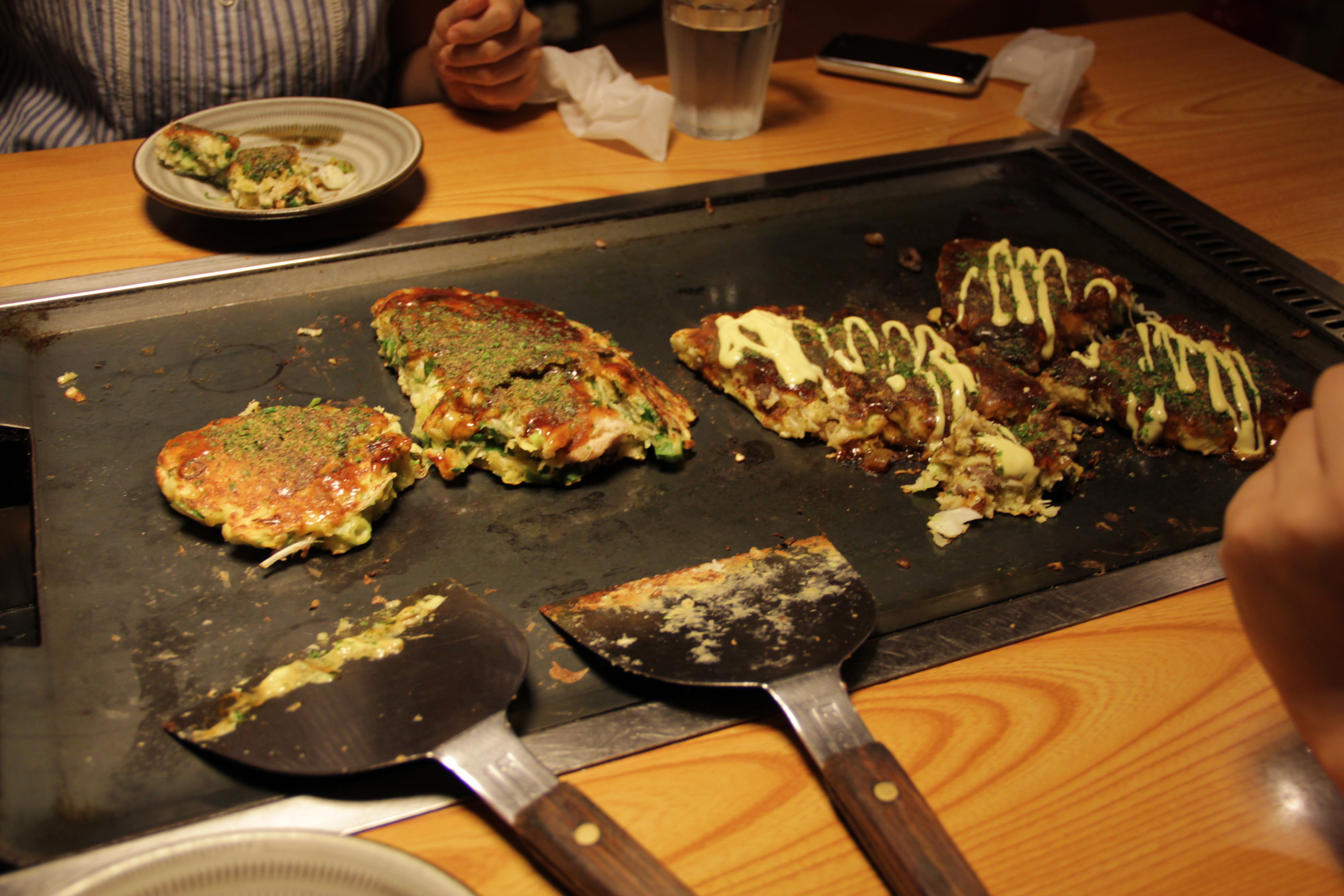
Okonomiyaki

La massa que es prepara consisteix en una base de farina i un tubercle anomenat yamaimo (山芋), aigua, ou, grans quantitats de col en juliana, junt amb els altres ingredients, depenent del tipus d'okonomiyaki que es vulgui fer. Alguns ingredients comuns són la ceba tendra, la carn, el calamar, les gambes, verdures, kimchi, mochi i el formatge. Generalment es recobreixen amb salsa d'okonomiyaki, maionesa i katsuobushi.
Una variant comuna a Hiroshima és el modanyaki (モダン焼き), que inclou fideus yakisoba (焼きそば) preparats per separat.
Existeix un plat similar, originari de Tòquio, anomenat monjayaki (もんじゃ焼き).

## L'okonomiyaki a la ficció

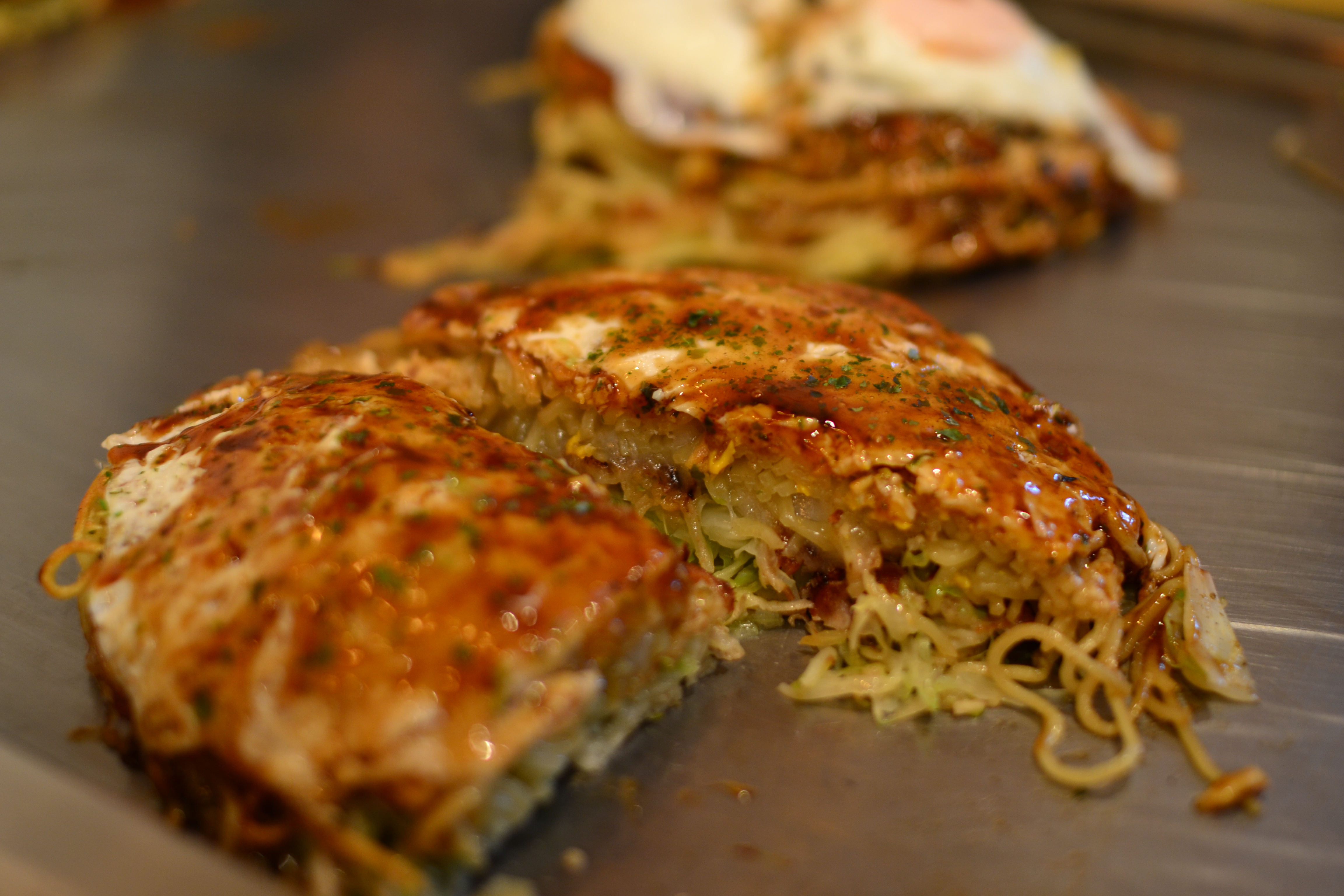
Okonomiyakis llestos per a menjar

Al manga Ranma ½, de Rumiko Takahashi, el personatge Kuonji Ukyo és una especialista d'okonomiyakis i fa servir una espàtula d'okonomiyaki, tant en les arts culinàries com en les arts marcials.